# Manfred Portugall
Manfred Portugall (* 20. Jahrhundert) ist ein deutscher Jazz-Gitarrist.
Portugall studierte an der Folkwang-Schule in Essen Jazzgitarre. Er arbeitete als Komponist und Songwriter auf dem Gebiet der Popmusik (z. B. für Anke Engelke), produzierte Werbemusik und war Mitglied des Musikensembles des Schauspielhaus Bochum. 
Portugall ist Mitglied von Christian Thomés Band Dittyland und des Kölner Septetts Tomatic 7. Mit Manfred Billmann und Stefan Werni gründete er 1997 das Trio TakeNat, das Musik im Stil des Nat King Cole Trios spielt und das Album The Music of Nat King Cole veröffentlichte. Nachdem 2001 der Trompeter Herwig Barthes hinzukam, tritt die Gruppe als Take Nat plus One auf. 2003 erschien ihre CD A Beautiful Friendship.
Mit dem Gitarristen Chris „Crazy“ Kramer bildet er das Blues-Duo Bluebirds. Daneben arbeitete er mit Musikern wie Frank Kirchner, Sam Brown, Jürgen Friedrich, Tato Gomez, Roland Höppner, Claudius Valk, Michael Schürmann, Achim Kaufmann, Axel Heilhecker, Niels Klein, Herwig Barthes und Eckard Koltermann.

## Diskographie
- Tomatic 7: Hauptstrom, 1999
- TakeNat: The Music of Nat King Cole, 2001
- TakeNat plus One: A Beautyful Friendship, 2003